# Sätet
Sätet är en viktig del vid ridning då det är centrum för ryttarens balans samt påverkar ryttarens vikthjälper.

## Sätets påverkan
Genom en stabil sits får ryttaren en säker och fast balans i sadeln. Detta ger ryttaren förmågan att styra och hantera hästen från dess rygg.
Det finns två sitser, den lodräta - nedsittning - samt den lätta sitsen, även kallad fältsits, där man står upp i stigbyglarna vid exempelvis klättring, hoppning eller andra tillfällen då man bör underlätta för hästens rygg.
Viktigt för sitsen och balansen är att fokusera blicken dit man ska för att naturligt få en stabil balans, att trampa ner hälen ordentligt och se till att tårna pekar framåt istället för utåt. Om foten ligger fel får ryttaren en vridning i benet vilket ger stor påfrestning samt påverkar balansen negativt och ryttarens skänklar förlorar sin kraft.
Armarna ska vara lätt böjda i armvecken för att få en mjuk kontakt med hästens mun.

## Vikthjälperna
Ryttaren kan påverka hästen genom att använda sina ben, händer och röst, men även genom att använda sig av sin vikt.
När man sitter rakt över hästen får man den också att gå rakt framåt. Genom att flytta blicken åt exempelvis höger flyttas automatiskt vikten lite åt samma håll. Ju mer vältränad hästen är, desto snabbare lyssnar den på ryttarens vikthjälper och ryttaren kan då minska användningen av övriga hjälper.
Hästen har lättare för att förstå vikthjälper, då man genom sin vikt påverkar hästens balans. Genom att flytta sin egen vikt söker hästen jämna ut balansen och flyttar sig därför åt det håll vi önskat för att inte tappa sin egen balans.
Likaså fungerar vikthjälperna för att få hästens bakdel att jobba mer. Hästens huvudsakliga muskler är placerade i bakdelen varvid det krävs av ryttaren att få hästen jobba mer med sin bakdel än framdel. Om ryttaren placerar sin sits rätt i sadeln ger man hästens framdel större frihet och lägger sin egen vikt på hästens bakdel som orkar bära upp både dess egen och ryttarens vikt.
Man brukar hänvisa till två sorters vikthjälper: de passiva och de aktiva vikthjälperna, där de passiva innebär att ryttaren enbart följer med i hästens rörelse och de aktiva innebär att ryttaren förflyttar sin vikt för att hästen ska flytta på sig och åter bära upp ryttaren rakt över sig.

## Lodrät sits

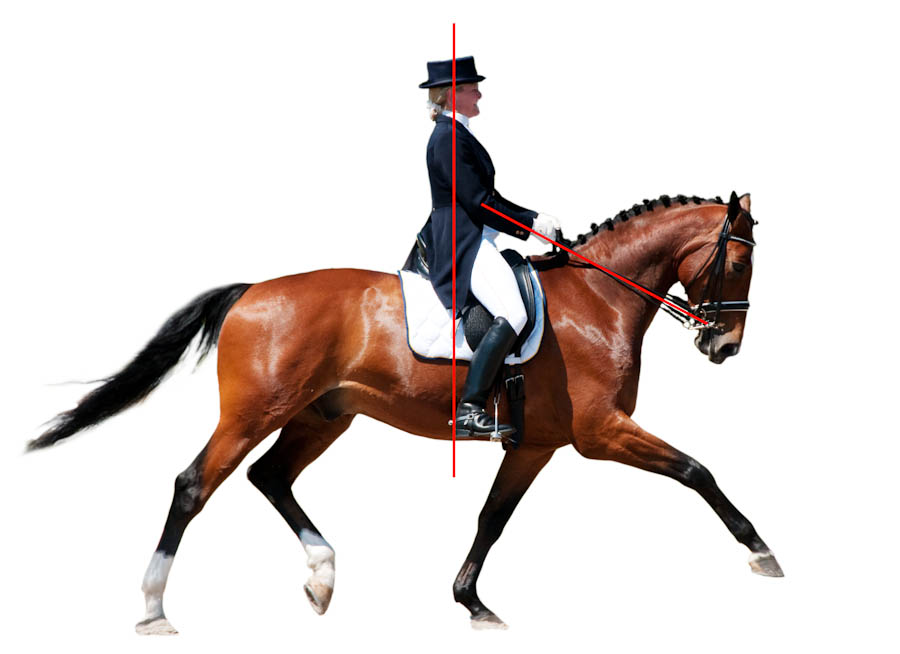
Lodrät sits

Den lodräta sitsen är när ryttaren sitter rakt upp och ner i sadeln. För en korrekt sits ska man kunna dra en rak linje från ryttarens öra, via axeln, genom höften och ner till hälen.
Man använder den lodräta sitsen under all ridning. När hästen travar kallas det nedsittning, något som ryttaren bör behärska i alla dressyrprogram efter att man har uppnått en viss nivå.
Skänkeln, ryttarens ben, ska vara placerade ovanför eller strax bakom hästens sadelgjord, det vill säga rakt under ryttaren för maximal balans och påverkan.
Ryggen ska vara rak utan att man spänner sig och man ska kunna känna båda sina sittben lika mycket, då vet man att man sitter rakt över hästen och är i balans.

## Lättsits
Även kallad fältsits eller tvåpunktsits och används vid exempelvis ridning över cavaletti, bommar, hinder samt vid klättring, djup snö och andra aktiviteter som kan påfresta hästens rygg.
När man står i lättsits ska en lodrät linje kunna dras från ryttarens axel, till knäet och vidare ner till tån.
Sätet ska resa något ur sadeln, ungefär så att man kan få in en bok mellan rumpan och sadeln.
Vid lättsits fördelas ryttarens tyngd enbart i stigbyglarna (hälarna) varvid hälen måste trampas ner ytterligare för en bättre balans.
Stiglädrerna behöver oftast kortas cirka två hål i förhållande till deras längd under den lodräta sitsen för att man lättare ska komma upp en bit men ändå bibehålla de lätt böjda och sviktande knäna.